# Crucifix Cemetery
Crucifix Cemetery is een Britse militaire begraafplaats met gesneuvelden uit de Eerste Wereldoorlog, gelegen in de Franse gemeente Vendegies-sur-Écaillon (Noorderdepartement). Ze ligt in de hoek gevormd door de Rue de Solesmes (D958) en een landweg genaamd Chemin de la Petite Chaussée, op 860 m ten zuidwesten van het dorpscentrum (Église Saint-Saulve). Op de hoek staat een groot kruisbeeld waarnaar de begraafplaats werd genoemd. De begraafplaats werd ontworpen door William Cowlishaw. Ze heeft een onregelmatige vorm en wordt begrensd door een lage bakstenen muur. Het Cross of Sacrifice staat tegen de zuidelijke rand. De begraafplaats wordt onderhouden door de Commonwealth War Graves Commission.
Er liggen 76 doden begraven.

## Geschiedenis
Vendegies-sur-Écaillon werd op 24 oktober 1918 tijdens het geallieerde eindoffensief door de 19th (Western) en de 61st (South Midland) Division na hevige strijd veroverd. De begraafplaats werd na de gevechten aangelegd door de 61st Division.   
Er liggen nu 50 Britten begraven, waarvan er 31 behoorden bij de 2nd/6th Royal Warwickshires, en 26 Franse slachtoffers die sneuvelden in augustus 1914.

## Onderscheiden militairen
- Hugh Lancelot Evers, kapitein bij het Worcestershire Regiment werd tweemaal onderscheiden met het Military Cross (MC and Bar).
- Henry Thomas Hands, compagnie kwartiermeester-sergeant bij het Royal Warwickshire Regiment werd onderscheiden met de Meritorious Service Medal (MSM).
- compagnie sergeant-majoor William Thomas Smith en korporaal J. Doubleday, allebei van het Royal Warwickshire Regiment werden onderscheiden met de Military Medal (MM).